# 张为先
张为先（1910年—1977年），沈阳虎石台大古城村人，中国共产党党员，东北情报组织创建人。

## 生平
1931年赴英国爱丁堡大学留学。1932年12月经于炳然介绍加入英国共产党，是“英共汉语小组”成员（还有蒲子政、何松亭、原政亭、于炳然、王北辰、陈玉麟、陈洪海、侯雨民、涂长望、乔辛煐、杨亦周、杨秀峰、钟殊漪等），参与创办“旅英华侨反帝大同盟”。1934年4月受中共中央驻共产国际代表团秘书廖焕星邀请赴莫斯科参加五一节活动，并在苏联各地参观学习。1934年底受中共驻共产国际代表团派遣，与伦敦政治经济学院官费留学生何松亭回中国东北需寻找地方党组织从事地下情报工作，但因未能接通组织关系，1935年1月以官费留学的身份到日本东京帝国大学研究院就读。丁宜（原名丁尚权)是张维先在奉天省立第一高中读书时的同学，1933年毕业于清华大学政治系，接到张维先的信后也来到日本，在东京早稻田大学研究院深造。张、丁二人秘密开展反满抗日活动，筹建反日组织。1936年8月成立了（旅日华侨）“东京反帝大同盟”，该盟章程规定：凡东北籍学生，只要接受马克思主义和抗日救国纲领，不管家庭出身如何，均可入盟;在盟内，学习和讨论马克思主义及鲁迅、艾思奇的著作，宣传抗日救国思想。秘密编写4期《读书杂抄》《前进》等进步刊物。该组织成员还有陈卓毅、赵家宾、何正卓、于静纯等。
1937年8月早稻田大学的东北籍学生侯洛（本名由子库）、田琛（本名王耀纪）、丁非（本名张绍维）、高亮（本名高丕泽）、马昆山等5人自发成立“社会科学研究会”。其宗旨是“反对旧民主主义，拥护新民主主义，学习马列主义，发展组织，积蓄力量，准备回东北后在共产党的领导下从事抗日救国运动”。该会要求会员终身为共产主义而奋斗。1937年秋，社会科学研究会改称“新知识研究会”。
在早稻田大学读书的东北籍青年赵冬日、夏航（本名荆玉珩）等组建“东北留日学生读书会”，利用当时日本标榜的言论、信仰自由的有利条件，通过学习马克思、列宁著作和艾思奇的《大众哲学》、沈志远的《政治经济学》等书籍，提高了马克思主义理论水平，为回国后的抗日斗争奠定了理论基础。
1937年6月通过何松亭及其夫人佟挽新，张为先接受北方局华北联络局副局长南汉宸领导。南汉辰听取张维先的汇报后，明确指出：你们都是东北人，对东北情况熟，掩护条件好，能做好东北的工作，但不要太露骨，要抓紧找到职业作掩护，先站住脚，要做到长期隐蔽。你们今后的任务就是专门搞情报，为了做好这项工作，还必须建立一个组织。根据南汉辰的指示，1937年7月2日张为先以沈阳“志城银行”股东代表兼监事的身份开展工作，与此时已回国的丁宜在奉天建立了党的情报组织“觉社”，其成员还有巩天民（志城银行经理）、谢博生、何松亭等，联络地点设在奉天志诚银行，他们以银行职员身份为掩护，在奉天、“新京”等地从事情报工作。
1938年2月，“社会科学研究会”（后改名为“新知识研究会”）与“东京反帝大同盟”、“东北留日学生读书会”合并为“东京东北留日青年救亡会”，简称“东北青年救亡会”。推举赵家宾、侯洛、田琛为领导成员。到1939年年底，共发展会员60多人。1938年7月到1940年春，东北青年救亡会的主要成员赵家宾、高亮、田琛、侯洛等人相继回国，聚集在满洲国首都“新京”，东北青年救亡会的领导机关也随之迁到“新京”。1940年4月，该会总部迁至奉天，与张维先、丁宜领导的“觉社”接上了组织关系。东北留日青年救亡会负责人赵家宾同意接受张维先的领导，名称改为东北青年救亡会，在日活动的组织改为“新知识研究会”（成员有米国钧、孙平化、范柏龄、陈力（陈汝谦）、伪满军官石迪（石昱邻）、张进等）。从此，东北青年救亡会正式成为中国共产党领导下的地下情报组织，由何松亭的关系隶属于中共晋察冀中央分局社会部。除奉天总部外，该会在“新京”、哈尔滨设有分站。“新京”分站有21人，由田琛、夏航、高亮等主持工作。哈尔滨分站有5人，由丁非负责。此外，还在天津、山海关、北平等地设有交通站。其中，伪满山海关税关任属官和会计的于性源，被伪满山海关警察局出入境管理处的张大开（张汉）发展，1944年6月初去长春见到了负责人东北青年救亡总会张鼎一，利用其职务之便担任了情报传递的地下交通员，每月固定去北平和沈阳各一次接转情报。
1940年春，中共北方局社会部部长许建国受毛泽东指派，带领苏毅然等19人来到分局社会部驻地，听取了何松亭关于东北青年救亡会开展情报工作的汇报。1942年3月，晋察冀分局社会部情报科李振远（化名李常春）、周梅影夫妇到沈阳，许建国指示要在深入调查研究的基础上整顿好这个组织，首先要停止组织发展，割断纵横联系，实行单线管理，要做好长期隐蔽工作，努力把在延安情报部训练班学到的东西传授给他们，为了明确领导关系，东北青年救亡会的名称改为“晋察冀东北青年救亡总会”，简称“东北青年救亡总会”，领导机关设在沈阳志城银行。东北青年救亡总会的主要任务是打入伪满上层机关和要害部门，建立阵地，专门从事情报工作，系统搜集日本在东北的军事、政治、经济、文化及警特方面的情报，以掌握日伪上层动向为重点，不参与集会、撒传单等具体的抗日反满活动。李振远通过丁宜，施行了六条原则：一是做好职业掩护，老老实实，表现得不关心政治；二是绝不贪污，发现别人贪污就装作不知道；三是不与不三不四的女人接触；四是销毁一切与马列主义有关的书籍；五是生活上保持清贫，不搞浪费，要和自己的收入保持平衡；六是严格遵守纪律，不得有暴露的言语与行动，对敌人采取忍辱负重的态度。1943年，东北青年救亡总会在奉天成立了党支部，共有党员15人，李振远任支部书记，张维先任组织委员，丁宜、周梅影为宣传委员。在党支部的领导下，共发展了70多名骨干会员入党。1943年夏，张友恒（化名李才）受许建国派遣，代表分局社会部到东北视察晋察冀东北青年救亡总会的工作情况。张友恒此行的任务主要有4项:一是介绍国际反法西斯战争形势及八路军、新四军的抗日斗争情况;二是了解他们的人数、素质及发挥的作用;三是考察党的发展对象;四是帮助他们安排今后的工作。张友恒于1943年冬到达奉天，详细了解了东北青年救亡总会的情况，同负责奉天和“新京”地下工作的领导人分别谈话。张友恒还专门会见了伪满国务总理大臣张景惠的儿子张绍纪（张梦实）、侄子张绍维，溥仪的侄子宪东，溥仪侍卫少将处长佟济熙的儿子佟志杉等，赞扬他们摆脱家庭束缚、积极参加反满抗日斗争的爱国精神，鼓励他们继续为抗日斗争作出更大贡献。张友恒把沈阳、长春一批骨干领导发展为中共党员。1944年毛泽东在收到张友恒视察的《满洲工作报告》后说:“看来东北不是铁板一块，国防线(指伪满国界)是可以突破的，伪满工作大有可为。”1945年日本投降时，该情报组在东北高层有120余人，除两人因打入国民党在东北潜伏组织被日方大破坏时嫌疑逮捕，再没有遭到其他损失。
1945年东北光复后，根据东北局书记彭真对丁宜的指示，东北青年救亡总会改名为“东北人民解放同盟”，当时有会员117人，隶属于东北局社会部继续作为工商界的代表继续留在沈阳，从事银行工作。
1950年后任东北煤炭管理局行政处长、国家煤炭总局行政处长。1953年审干被处理。1956年至1963年4月任中国科学院科学期刊编辑工作。1963年5月任《中国建设》杂志社英文编审。1970年退休。

## 家人
- 父亲张惠霖：奉系著名爱国实业家。历任奉天储蓄总会会长、东三省官银号总稽查、奉天商会会长、东北商会联合会会长、奉海铁路公司总办、筹济局长、东三省盐运使等职。创办惠临火柴、八王寺汽水等著名企业
- 二哥张其先：奉天汇华银行的董事长
- 三哥张保先
- 妻子阚奉箴